# 波仔

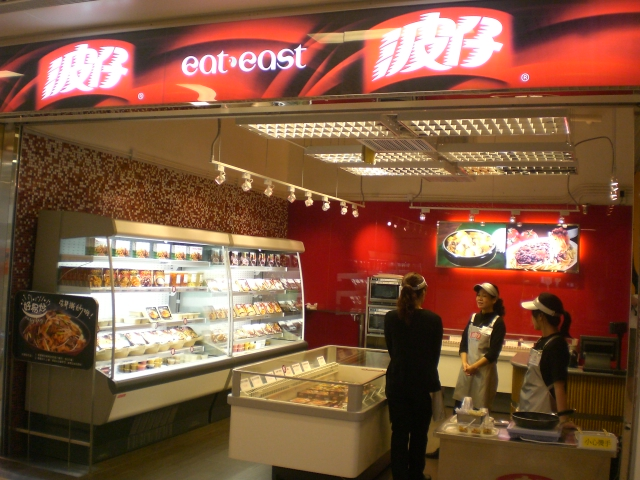
位於南昌薈商場的波仔飯專門店，已結業。

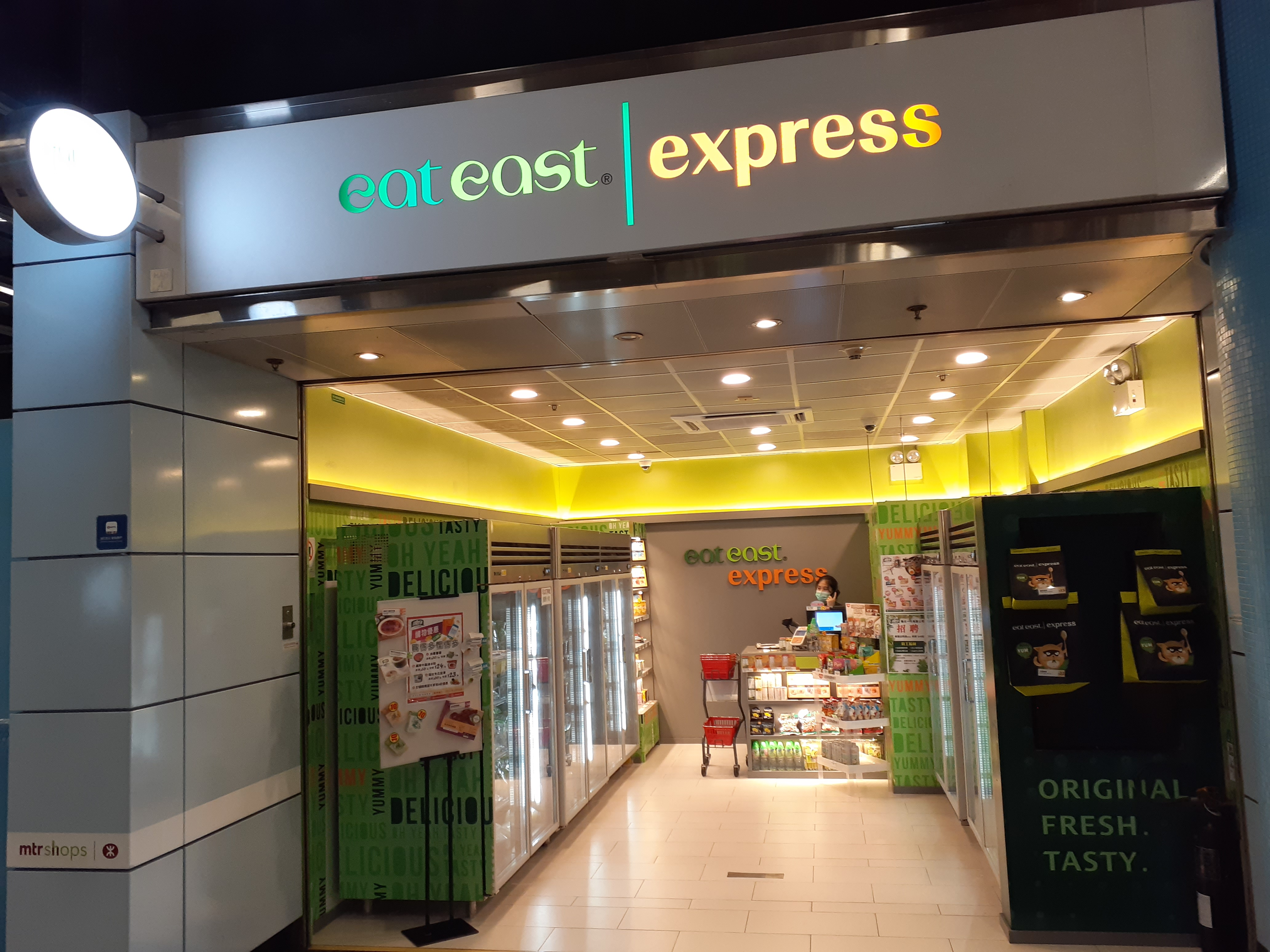
位於港鐵坑口站的波仔，採用新形象設計，已結業。

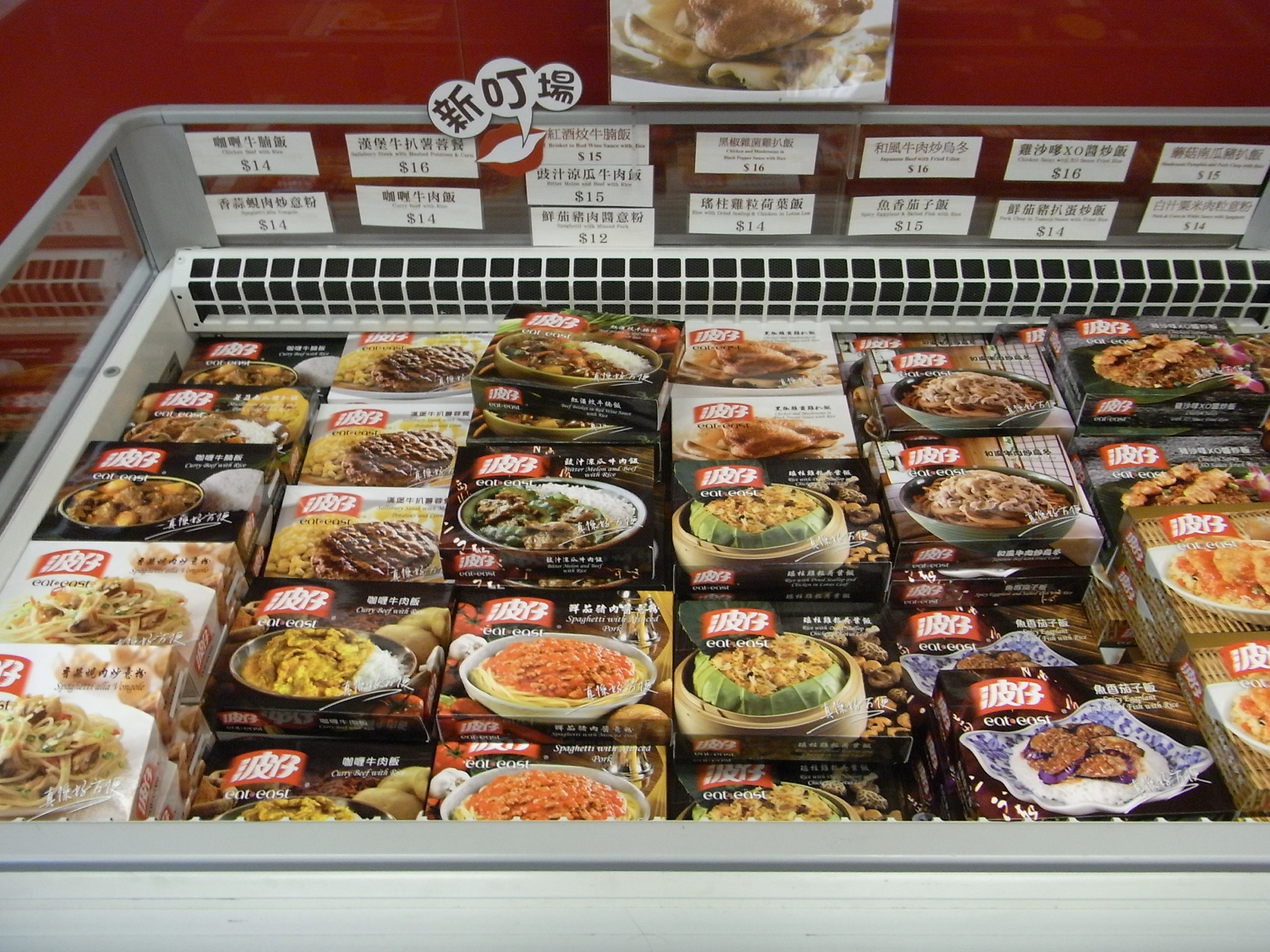
波仔飯專門店內的波仔飯盒。

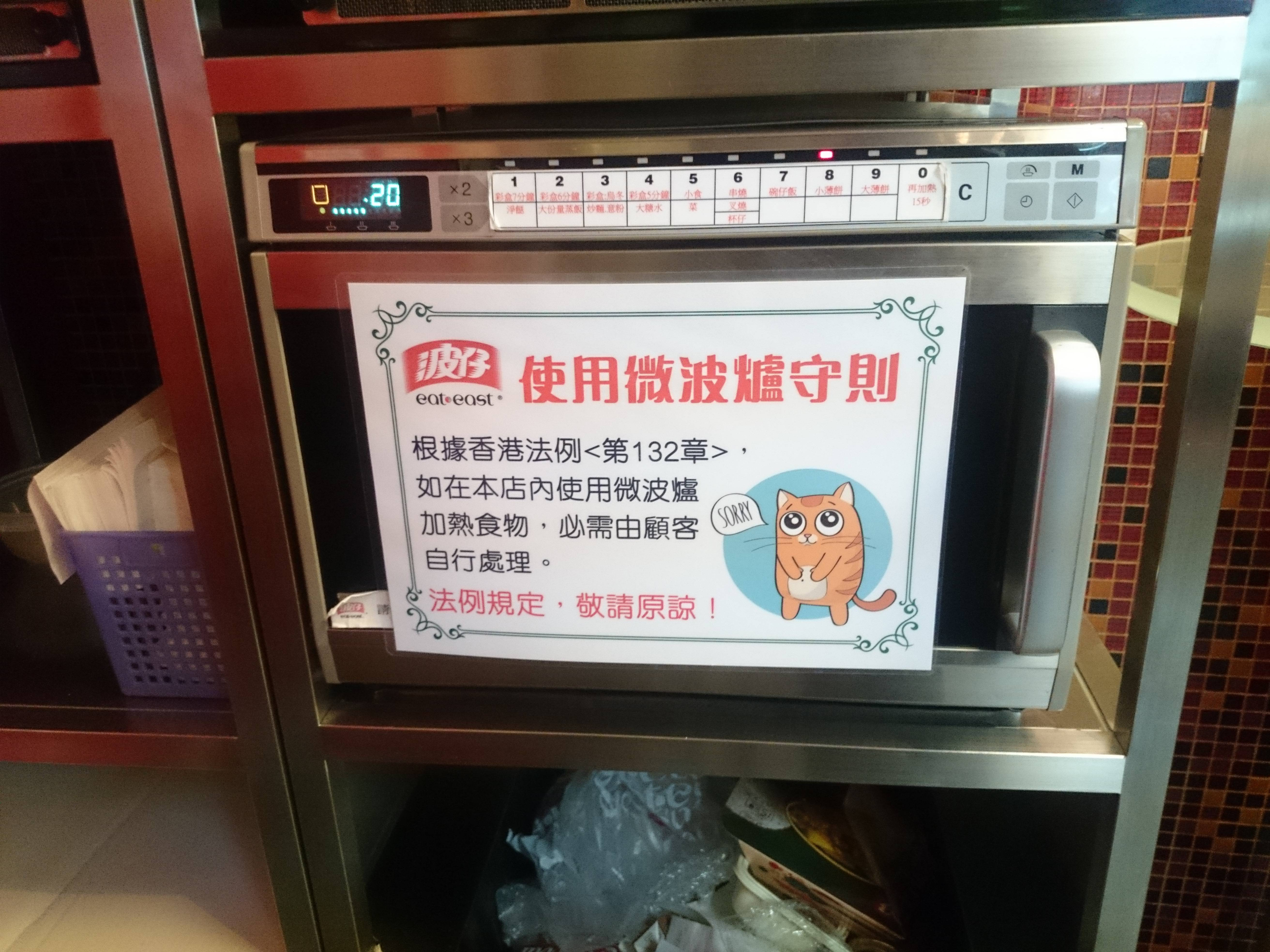
波仔飯專門店沒有熟食牌照，因此顧客須要親自操作微波爐以加熱便當。

波仔（英語：Eat East），是香港一個微波爐便當品牌，註冊商標為一個綠底白字的「波仔」標誌，以前的標誌是紅底白字。現有約20間直營店，日銷量6萬多飯盒，同時也在惠康、大昌食品、Vango便利店、7-eleven發售 。
1987年，大快活創辦人羅芳祥長子羅開彌、以及的士大王胡忠長孫胡文佳共同創辦飯盒供應商陽光一代（Sun Generation），旗下公司於2003年成立波仔，後來一度更改英文名字及標誌，2014年，波仔轉手至蔬果供應商創新蔬果食品董事長董品春。2016年年中，標誌由紅底白字改為綠底白字。

## 售賣地點
波仔飯在香港便利店、大型連鎖超級市場及澳門超級市場等均有發售，一般有三十款以上口味可供選擇。高峰時期，曾經開設了約90間專賣店。2003年開設首間專門店。但由於租金持續大幅增加，直至2014年12月餘下47間專賣店，2020年1月分店再削減至24間。以前的分店主要遍布於公共屋邨或居屋商場，部分私人屋苑商場例如：鴨脷洲海怡廣場、杏花新城、荔枝角盈暉薈商場、藍田麗港城商場、將軍澳新都城中心、大埔大埔超級城、沙田置富第一城、荃灣綠楊坊、天水圍+WOO嘉湖、屯門卓爾廣場等亦曾有開設波仔專門店，它亦曾於銅鑼灣裕景商業中心開設分店，但後來多家分店也陸續結業。現時的分店主要開設在港鐵站。專賣店內有手推車，售賣旗下品牌各種口味的飯盒。

## 產品類別
- 波仔飯，分為速涼和真空急凍。速涼以攝氏四度冷藏，份量較多，可保存三十日。真空急凍的份量較少，並要存放於冰箱，可保存一年。近年自從波仔推出新概念後，產品類型變得各式各樣化。
- 叮叮菜
- 叮叮糖水/ 湯品$9~$15（2017-3-9）
- 24小時叮早餐（2011售出約1年半）
- 叮叮焗飯焗意粉$21~$28（2012-11起）
- 叮叮漢堡$15（2013-2）

## 軼事
波仔飯專賣店設有微波炉，以供客人買完以後將飯盒加熱再攜走或留在波仔飯專賣店裏堂食，服務員可代客加熱飯盒，但會要求顧客做按鈕這個動作，據店員透露是因為店子沒有熟食牌照，若由服務員按動微波爐則會構成「煮食」的行為，為免觸犯法例，因此該店衍生出這個「顧客動手按」的服務安排。
波仔飯曾邀請香港著名已故球評家林尚義拍攝電視廣告，使波仔飯的品牌一時廣為人知。波仔飯還有一首電視廣告歌，舊曲新詞，內容通俗。